# Korsberga (Västergötland)
Korsberga is een plaats in de gemeente Hjo in het landschap Västergötland en de provincie Västra Götalands län in Zweden. De plaats heeft 236 inwoners (2005) en een oppervlakte van 39 hectare.

## Geboren
- Carl Jansson (1819-1978), timmerman, aannemer en socialist. Passagier op het schip Titanic
- Assar Gabrielsson (1891-1962), industrieel en medeoprichter van Volvo